# VARA-zeskamp
De VARA-zeskamp was een eenmalig schaaktoernooi dat tussen 22 mei en 31 mei 1939 werd gespeeld in Amsterdam. Het toernooi werd georganiseerd door de omroepvereniging VARA onder de auspiciën van de KNSB. Locatie van het toernooi was het Amsterdamsche Schaakhuis. Salo Landau en Max Euwe eindigden op een gedeelde eerste plaats.

## Achtergrond
Deelnemers aan de zeskamp waren de buitenlandse meesters Flohr en Szabó, die op dat moment in Nederland waren, aangevuld met de sterkste spelers uit Nederland op dat moment: Max Euwe, Salo Landau, Nicolaas Cortlever en George Salto Fontein. Eerder dat jaar participeerden dezelfde schakers in een door de KNSB georganiseerd zeskamp. In dat toernooi eindigden Euwe, Szabo en Flohr op een gedeelde eerste plaats.
Tijdens de VARA-zeskamp namen dezelfde zes schaker het opnieuw tegen elkaar op, met dien verstande dat de kleuren nu omgewisseld waren. Het toernooi werd daarom ook wel de revanche-zeskamp genoemd.
Landau en Euwe werden gedeelde winnaars.

## Uitslagen en kruistabel[5]
| # | Naam                 | Score | 1  | 2  | 3  | 4  | 5  | 6  |
| - | -------------------- | ----- | -- | -- | -- | -- | -- | -- |
| 1 | Salo Landau          | 3½    | -- | ½  | 1  | ½  | ½  | 1  |
| 2 | Max Euwe             | 3½    | ½  | -- | ½  | ½  | 1  | 1  |
| 3 | Salo Flohr           | 3     | 0  | ½  | -- | 1  | ½  | 1  |
| 4 | Nicolaas Cortlever   | 3     | ½  | ½  | 0  | -- | 1  | 1  |
| 5 | László Szabó         | 2     | ½  | 0  | ½  | 0  | -- | 1  |
| 6 | George Salto Fontein | 0     | 0  | 0  | 0  | 0  | 0  | -- |